# Anna Guzowska (bibliotekarka)
Anna Guzowska z domu Jarmuziewicz (ur. 25 stycznia 1929 w Toruniu, zm. 26 lutego 1982 we Wrocławiu) – bibliotekarka polska, autorka artykułów dotyczących czytelnictwa.

## Życiorys
Kwalifikacje bibliotekarskie zdobyła w czasie studiów filologicznych na Uniwersytecie Wrocławskim, które ukończyła w 1952. Od 1955 pracowała w Wojewódzkiej i Miejskiej Bibliotece we Wrocławiu, początkowo w charakterze instruktora w Dziale Informacyjno-Bibliograficznym. Przez jakiś czas kierowała Działem Instrukcyjno-Metodycznym. W 1970 została mianowana zastępcą dyrektora Wojewódzkiej i Miejskiej Biblioteki, mając w swojej gestii zagadnienia dotyczące działalności bibliotek wrocławskich. Na stanowisku tym pracowała do końca życia.
Była współorganizatorką szeregu sesji naukowych, prowadzonych przez Bibliotekę wspólnie ze Stowarzyszeniem Bibliotekarzy Polskich, Instytutem Bibliotekoznawstwa Uniwersytetu Wrocławskiego, Związkiem Literatów Polskich. Była też konsultantką Państwowego Ośrodka Kształcenia Korespondencyjnego Bibliotekarzy w środowisku wrocławskim. W latach 1963–1976 redagowała kwartalnik wydawany przez Bibliotekę – "Materiały Metodyczne", a po jego zawieszeniu zainicjowała wydawanie nowego kwartalnika "Książka i Czytelnik" i w 1981 została przewodniczącą jego kolegium redakcyjnego. Kierowała i osobiście prowadziła badania czytelnictwa, poświęciła tej tematyce liczne artykuły, ogłaszane nie tylko we wspomnianych czasopismach, ale też m.in. w "Rocznikach Bibliotecznych" (O zainteresowaniach czytelniczych kobiet wiejskich w powiecie sycowskim w latach 1960–1961, "Materiały Metodyczne", 1963; Niektóre aspekty rozwoju czytelnictwa we Wrocławiu w świetle doświadczeń ostatniego dziesięciolecia, "Materiały Metodyczne", 1976; Jest taki problem: Książki nie czytane, "Książka i Czytelnik", 1981; Wpływ kultury czytelniczej na zmianę użytkowników bibliotek, z Elżbietą Marczewską-Stańdową, "Roczniki Biblioteczne", 1974). Przygotowywała do druku pracę Wychowanie przez książki w domach polskich.
Wchodziła w skład okręgowych władz Stowarzyszenia Bibliotekarzy Polskich, została odznaczona m.in. Złotym Krzyżem Zasługi. Zmarła 26 lutego 1982 we Wrocławiu.